# Salvatore Di Pasquale
Salvatore Di Pasquale (Napoli, 29 novembre 1931 – Firenze, 2 novembre 2004) è stato un architetto italiano.
È stato uno fra i principali studiosi italiani di Scienza delle costruzioni del XX secolo.

## Vita e carriera
Salvatore Di Pasquale nacque a Napoli nel 1931 e dopo la seconda guerra mondiale si laureò nel 1955 nella facoltà di architettura partenopea, dove in seguito tenne il corso di "Ponti e Grandi Strutture". Fra il 1976 e il 2004 collaborò con il Centre Raymond Lemaire pour la conservation des monuments et sites di Louvain, dove insegnò "Statique des constructions en maçonnerie".
Fra le realizzazioni si ricorda il nuovo "Mercato dei Fiori" di Pescia (in collaborazione con Leonardo Savioli, 1956), alcune coperture di impianti sportivi, alcuni consolidamenti statici di strutture voltate e le indagini sulla statica della Cupola del Brunelleschi del Duomo di Firenze (dal 1976 al 2002).
Svolse ricerche originali su statica e meccanica delle strutture, ed esercitava attività professionale in varie città italiane e straniere. Negli anni settanta si sposò, ebbe tre figli, e la famiglia lo seguì nelle città in cui lavorava, fino a quando si stabilì nel 1971 a Firenze, dove rimarrà fino 1997.
Nel 1973 divenne professore ordinario di scienza delle costruzioni. Nel 1980-1981 fu direttore dell'Istituto di scienze e tecnologie, che nel 1983 diviene Dipartimento di costruzioni, di cui rimane direttore fino al 1988-1989. È stato preside della facoltà di architettura di Firenze dal 1985 al 1991.
Negli anni novanta continuò a svolgere attività di ricerca e di divulgazione della materia, a Firenze e in altre città italiane, fra le quali Ferrara, Milano-Bovisa, Pescara e Venezia. Nel 1998 iniziò a insegnare nella facoltà di architettura dell'Università di Catania, con sede a Siracusa, della quale fu il primo preside.
Morì nel 2004, ancora nel pieno della sua attività professionale, di insegnamento e di ricerca.

## Contributi alla scienza delle costruzioni
La sua originale attività di ricerca iniziò negli anni settanta e si ricollegava agli studi fatti all'estero e nei paesi anglosassoni, sul calcolo matriciale automatizzato e sull'algebra lineare. Questo nuovo approccio consentirà a Di Pasquale di impostare il calcolo di strutture complesse, a moltissime variabili e incognite strutturali, fin dagli anni settanta con i primi elaboratori elettronici. Le principali applicazioni sono rivolte al calcolo di ponti e grandi strutture di acciaio o calcestruzzo armato.
Di Pasquale approfondì anche l'approccio classico e intuitivo della materia. Nel 1978, assieme ad un gruppo di colleghi dell'università di Firenze, compilò uno fra i manuali di costruzioni per geometri e architetti di maggior diffusione.
Sotto la direzione di Salvatore Di Pasquale, la facoltà di architettura di Firenze compì ricerche originali e innovative sulla statica delle strutture murarie, ricollegandosi agli studi fatti contemporaneamente in Inghilterra da Jacques Heyman, uno dei principali esperti del calcolo a rottura delle strutture murarie.
Parallelamente veniva sviluppata l'attività di ricerca nel campo della progettazione delle strutture di acciaio e calcestruzzo armato, e del restauro delle costruzioni storiche di legno.
Negli ultimi anni, come incaricato del Ministero dei lavori pubblici, si dedicò in modo sistematico allo studio di una fra le strutture di muratura non armata di maggior luce di tutto il mondo: la Cupola del Brunelleschi, della quale riuscì a spiegare segreti costruttivi e l'andamento delle tensioni.

## Il trattato di scienza delle costruzioni (1975)
Il principale contributo teorico alla materia è il trattato di scienza delle costruzioni edito nel 1975 (Scienza delle costruzioni. Introduzione alla progettazione strutturale). In questo testo l'impostazione della materia è completamente diversa da quella tradizionale, poiché è orientata a procedure di calcolo automatico.
La struttura teorica del testo è in parte originale e in parte deriva da ricerche e pubblicazioni sviluppate in ambito anglosassone a partire dal XIX secolo.
I temi affrontati da Salvatore Di Pasquale sono stati sviluppati negli anni successivi da altri importanti ricercatori, matematici e studiosi italiani di scienza delle costruzioni. Fra questi l'applicazione del calcolo matriciale strutturale è stata percorsa negli anni ottanta e novanta da Alberto Carpinteri del Politecnico di Torino, Michele Capurso e Piero Pozzati dell'Università di Bologna, Alberto Bove dell'Università di Firenze e Carlo Gavarini dell'Università di Roma. Il successo di questa impostazione si deve alla diffusione dell'elaboratore elettronico.
Salvatore Di Pasquale è stato autore di numerosi trattati, e di oltre 200 articoli su riviste specializzate, manuali tecnici e rapporti di ricerche universitarie.

## Trattati
- Appunti dalle lezioni di scienza delle costruzioni, Firenze, Editrice cooperativa libraria universitatis studii florentini, 1970
- Scienza delle costruzioni. Introduzione alla progettazione strutturale, Milano, Tamburini, 1975
- Metodi di calcolo delle strutture spaziali, Milano, Cisia, 1978
- Corso di costruzioni (3 volumi, con Claudio Messina, Leonardo Paolini, Biagio Furiozzi), Firenze, Le Monnier, 1978
- Statica dei solidi murari. Teoria ed esperienze, Firenze, Dipartimento di Costruzioni, 1984
- L'arte del costruire. Tra conoscenza e scienza, Venezia, Marsilio, 1996
- Problemi inerenti l'analisi e la conservazione del costruito storico, Firenze, Alfani, 1996
- Brunelleschi. La costruzione della cupola di Santa Maria del Fiore, Venezia, Marsilio, 2002